# Sökmotoroptimeringstävling
Sökmotoroptimeringstävling är en tävling i att nå toppresultat vid sökning på ett specifikt ord (oftast nonsens) på till exempel Google med den domän eller sida man tävlar med. Tävlingarna brukar vara öppna för alla som vill vara med och varje tävling har ofta egna regler man måste följa. Eftersom sökmotoroptimering ofta tar tid brukar tävlingarna sträcka sig över flera månader.